# トルガ・ジエルジ
トルガ・ジエルジ（Tolga Ciğerci, 1992年3月23日 - ）は、ドイツ・ノルデンハム出身のサッカー選手。ヘルタ・ベルリン所属。トルコ代表。ポジションはMF。

## 経歴

### クラブ
VfLヴォルフスブルクの下部組織出身。2010年11月28日のケルン戦でブンデスリーガデビューを果たし、その後はセカンドチームでもプレーした。
2013年夏に1年間のレンタルで加入したヘルタ・ベルリンでは信頼をつかみ、シーズン途中の2014年4月14日にシーズン終了後に3年契約で完全移籍することが決定。しかし2014-15シーズンにはリーグ戦2試合の出場に終わった。
2016年8月8日、トルコ・スュペル・リグのガラタサライSKへ完全移籍。移籍金は300万ユーロ。
2023年1月31日、1年半契約でヘルタ・ベルリンに移籍した。

### 代表
世代別代表ではドイツ代表に選出されていたが、2016年のガラタサライへの移籍を機にトルコ代表を選択。2016年9月5日に行われた2018W杯・欧州予選のクロアチア戦で代表デビューを果たした。

## プライベート
- 実弟のトルジャイ・ジエルジ（英語版）もサッカー選手で、2018年現在ドイツ2部のグロイター・フュルトでプレーしている。

## タイトル
ガラタサライ
- スュペル・リグ : 2017-18